# Benjamin Mountfort
Benjamin Woolfield Mountfort (13 de març de 1825 - 15 de març de 1898) va ser un emigrant anglès a Nova Zelanda, on es va convertir en un dels arquitectes del segle xix més destacats d'aquest país. Va ser decisiu en la configuració de la ciutat de la identitat i la cultura arquitectòniques exclusives de Christchurch I va ser nomenat primer arquitecte provincial oficial de la província de Canterbury en desenvolupament. Molt influït per la filosofia anglo-catòlica darrere de l'arquitectura victoriana primerenca, se li atribueix la importància de l'estil gòtic per a la reactivació a Nova Zelanda. Els seus dissenys gòtics construïts tant en fusta com en pedra a la província són considerats únics a Nova Zelanda. Avui, és considerat l'arquitecte fundador de la província de Canterbury.